# 埃爾羅薩里奧 (莫拉桑省)
埃爾羅薩里奧（西班牙語：El Rosario），是薩爾瓦多的城鎮，位於該國東北部，由莫拉桑省負責管轄，面積19.12平方公里，海拔高度408米，2007年人口1,339，人口密度每平方公里70.03人。
13°30′N 88°2′W / 13.500°N 88.033°W